# Enmienda Kefauver Harris

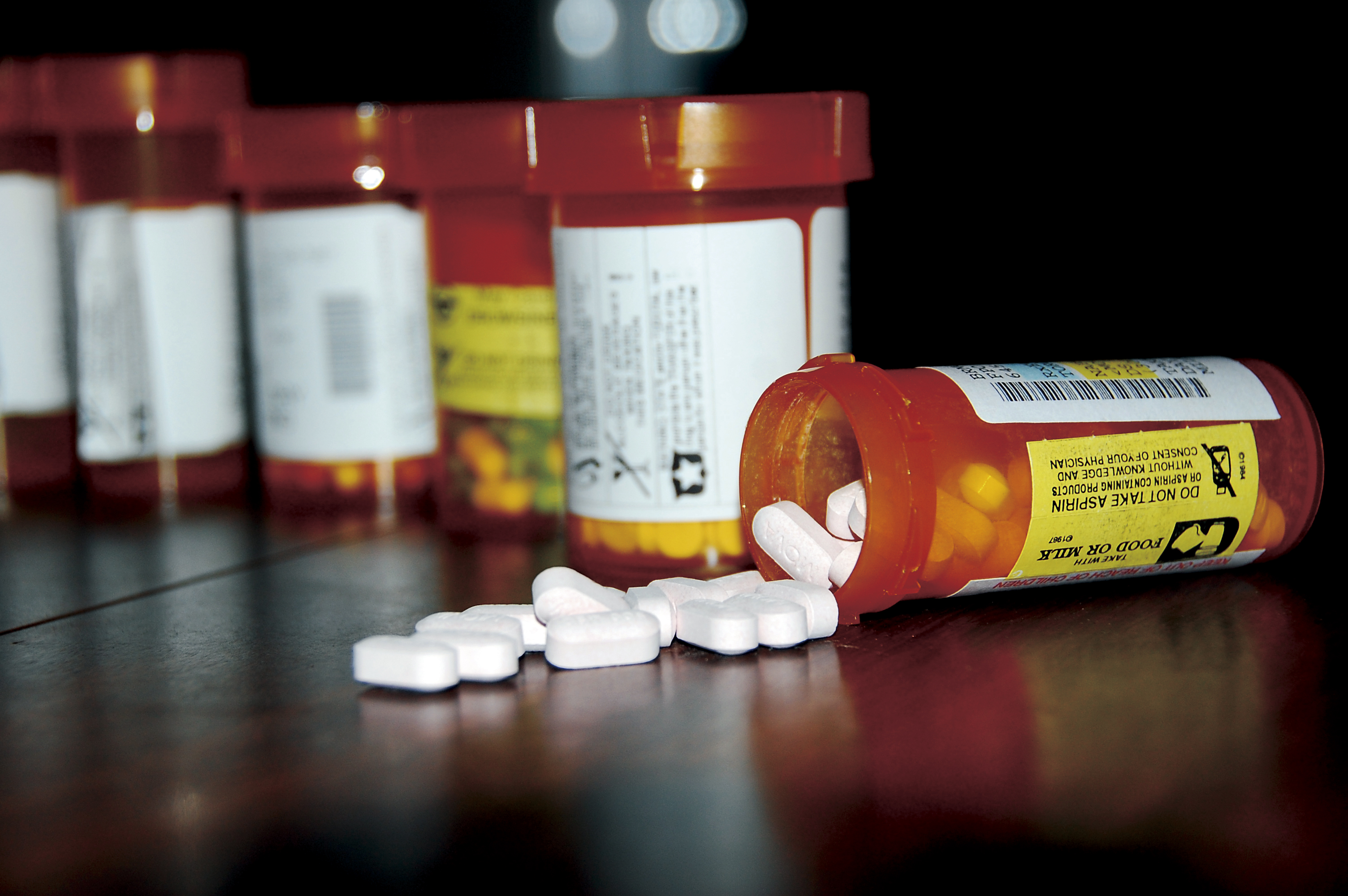

Enmienda Kefauver Harris fue una reforma realizada a la Ley Federal de Alimentos, Medicamentos y Cosméticos de Estados Unidos en 1962. Estableció que era obligatorio para los fabricantes de medicamentos proporcionar pruebas de la eficacia y seguridad de sus productos antes de que fueran aprobados para su comercialización; que la publicidad del producto debería revelar información precisa de los posibles efectos secundarios; y además prohibió que los fármacos genéricos baratos se comercializaran como medicamentos de alto costo presentándolos con nombres comerciales diferentes como si se tratara de nuevo «avance» médico.

## Antecedentes
La enmienda fue una respuesta a la tragedia de la talidomida, episodio llamado así porque miles de niños alrededor del mundo nacieron con defectos de nacimiento como resultado de que sus madres tomaron talidomida para las náuseas matutinas durante el embarazo. En los Estados Unidos, la doctora Frances Oldham Kelsey, supervisora de la Food and Drug Administration (FDA), se negó a autorizar la salida al mercado del fármaco, porque estaba preocupada acerca de su seguridad. La indignación del público se diseminó rápidamente y en respuesta surgió el proyecto de ley presentado por el senador Estes Kefauver, de Tennessee, y el representante Oren Harris, de Arkansas, que requería que los fabricantes de medicamentos proporcionaran pruebas de la eficacia y seguridad de sus productos antes de su aprobación. 
Se introdujo una «prueba de eficacia», requisito que no estaba presente previamente. Además, la enmienda exigía que la publicidad de los fármacos estaba obligada a revelar información precisa sobre los efectos secundarios y la eficacia de los tratamientos. Por último, los fármacos genéricos baratos ya no podrían ser comercializados como medicamentos de alto costo bajo nuevos nombres comerciales y presentados como si se tratara de un nuevo «avance» en farmacología, como se hacía antes de la enmienda. La ley fue firmada por el presidente John F. Kennedy el 10 de octubre de 1962.

## Efectos
La enmienda Kefauver Harris fortaleció el control de la Food and Drug Administration sobre la experimentación en seres humanos y cambió la forma en que los nuevos medicamentos son aprobados y regulados. Antes del escándalo de la talidomida en Europa, las compañías farmacéuticas de Estados Unidos solo tenían que demostrar que sus nuevos productos eran seguros. Después de la aprobación de la enmienda, la FDA creó el New Drug Application —NDA— (Aplicación para Nuevos Fármacos) por medio del cual se tendría que demostrar que un nuevo medicamento era seguro y efectivo (previamente, la Ley Federal de Alimentos, Medicamentos y Cosméticos de los Estados Unidos de 1938 era la ley principal que regulaba la seguridad del fármaco). Se exigió además obtener un consentimiento informado de los pacientes que participaban en pruebas clínicas y que las reacciones adversas se comunicaran a la FDA. El Drug Efficacy Study Implementation (Implementación del Estudio de la Eficacia de los Medicamentos) comenzó a clasificar a todos los medicamentos autorizados previo a 1962 que ya estaban en el mercado, como eficaces, no eficaces, o que necesitaban más estudio.